# Olympische Sommerspiele 1968/Teilnehmer (Irak)
| Gelbes Symbol für Goldmedaillen mit stilisierten Olympischen Ringen | Graues Symbol für Silbermedaillen mit stilisierten Olympischen Ringen | Braundes Symbol für Bronzemedaillen mit stilisierten Olympischen Ringen |
| ------------------------------------------------------------------- | --------------------------------------------------------------------- | ----------------------------------------------------------------------- |
| —                                                                   | —                                                                     | —                                                                       |

Der Irak nahm an den Olympischen Sommerspielen 1968 in Mexiko-Stadt mit einer Delegation von drei männlichen Athleten in vier Wettkämpfen in drei Sportarten teil. Ein Medaillengewinn gelang keinem der Sportler.

## Teilnehmer nach Sportarten

### Gewichtheben
- Zuhair Mansoor
Leichtgewicht: 11. Platz

### Radsport
- George Artin
Straßenrennen: Rennen nicht beendet

### Ringen
- Ismail Al-Karaghouli
Federgewicht, griechisch-römisch: in der 2. Runde ausgeschieden
Federgewicht, Freistil: in der 4. Runde ausgeschieden